# ایش کبیبل
ایش کَبیبل (انگلیسی: Ish Kabibble؛ ‏ ۱۹ ژانویهٔ ۱۹۰۸ – ۵ ژوئن ۱۹۹۴) کمدین و نوازندهٔ کورنت اهل ایالات متحده آمریکا بود.
از فیلم‌هایی که وی در آن‌ها نقش داشته است، می‌توان به جاسوس محبوب من اشاره نمود.